# Slag om Duinkerke (1940)
De Slag om Duinkerke, tevens bekend als de evacuatie uit Duinkerke, was een militaire operatie in de omgeving van de Noord-Franse stad Duinkerke tussen 26 mei en 4 juni 1940. Van het Britse Expeditieleger wisten 218.226 man samen met 123.095 Fransen een Duitse omsingeling te ontvluchten tijdens de Slag om Frankrijk in de Tweede Wereldoorlog.

## Voorgeschiedenis
Tussen 12 en 14 mei 1940 wist de Duitse Heeresgruppe A bij Dinant en Sedan bruggenhoofden te vestigen over de Maas. Op 15 mei braken Duitse pantsereenheden onder bevel van Erwin Rommel en Heinz Guderian uit naar het westen. De, ook voor het Duitse opperbevel, onverwacht snelle opmars bracht de geallieerden al gauw in een kritieke situatie. Ze hadden hun beste gemechaniseerde en gemotoriseerde eenheden al ingezet om een verdedigende stelling te vormen in het midden van België, op de lijn Breda – Namen. Deze troepen werden nu bedreigd door de Duitse opmars op hun rechterflank en de nog resterende Franse reserves waren operationeel niet in staat vanuit het zuiden een gecoördineerde tegenaanval uit te voeren. Doordat ook de Duitse generale staf door het plotse succes verrast was en het oprukken probeerde te vertragen, kregen de geallieerden nog enige dagen respijt, maar ze misten de politieke moed en het militair leiderschap om die tijd te gebruiken voor het nemen van de noodzakelijke maatregelen: het opgeven van België en het concentreren van alle troepen voor een tegenoffensief in zuidelijke richting. Al op 19 mei begon de Britse Admiraliteit met de voorbereiding van een mogelijke evacuatie van het Britse leger naar Engeland.
Op 20 mei overwon het Duitse opperbevel zijn angst voor een hinderlaag en beval de opmars naar Het Kanaal. Nog diezelfde dag sloegen de Duitse pantserdivisies de zwakke Britse 18e en 23e Territoriale Divisies uiteen en rukten honderd kilometer op om bij Abbeville de kust te bereiken. De geallieerde troepen in het noorden waren nu afgesneden. De nieuwe Franse opperbevelhebber, generaal Weygand, kwam nu voor het eerst met een plan voor een gecoördineerde tegenaanval uit noordelijke en zuidelijke richting om de Duitse pantserspitsen af te snijden. Dat plan was weinig realistisch. De paraatheid van de troepen in het noorden was door de opeenvolgende snelle opmars en terugtocht erbarmelijk: de meeste tanks waren in reparatie. De Britse opperbevelhebber Lord Gort liet daarom voor de vorm toe dat de enige Britse pantserbrigade bij Arras op 21 mei op eigen initiatief nog een tegenaanval uitvoerde, maar had heimelijk al besloten zijn leger te redden en liet het de komende dagen op de Noordzeehavens terugvallen, in de hoop dat de Duitsers de handen vol zouden hebben aan de Belgen en het Franse 7e en 1e Leger.
Ondertussen waren de drie Panzerdivisionen (PD) van Guderians 19e Gemotoriseerde Korps echter op 22 mei naar het noorden afgebogen in de rug van de Britten: de 2e PD veroverde op 24 mei Boulogne-sur-Mer ondanks een onbeholpen poging tot tegenstand van het even eerder uit Engeland overgevaren 3rd Royal Tank Regiment — 4368 Britse soldaten werden echter geëvacueerd; op 27 mei viel Calais in handen van de 10e PD en de 1e PD stond klaar om op 25 mei Duinkerke aan te vallen. Als Duinkerke zou vallen, kon een evacuatie alleen nog plaatsvinden vanuit Oostende of Zeebrugge via erg lange en dus kwetsbare afvoerroutes.
Op de avond van de 24e mei beval Hitler echter halt te houden bij Grevelingen (Gravelines) op enkele kilometers ten zuidwesten van Duinkerke langs het riviertje de Aa. Deze beslissing zou bekend komen te staan als, in de woorden van Winston Churchill, het Wonder van Duinkerken. Hermann Göring had Hitler verzekerd dat de Luftwaffe iedere poging tot evacuatie zou kunnen verijdelen; Gerd von Rundstedt had gewaarschuwd dat de pantserdivisies na zoveel dagen inzet door vermoeidheid, uitval en tekorten aan brandstof en ammunitie zeer kwetsbaar waren. In feite was het ook Von Rundstedt geweest die al een dag eerder de opmars had laten stopzetten, toen hem bericht werd dat Grevelingen door een sterke Franse eenheid ter verdediging was ingericht. Hitler bevestigde dus alleen maar dit eerdere bevel. Het inzetten van tanks in stedelijke gebieden was volgens de officiële Duitse doctrine eigenlijk verboden en het nemen van risico's in een gewonnen situatie leek volkomen overbodig. Boulogne en Calais waren nauwelijks versterkt, maar konden slechts na felle strijd ingenomen worden en men wist niet precies hoeveel Britse troepen al in Duinkerke aanwezig waren. De pantsertroepen moesten weer snel op krachten komen voor de uitvoering van Fall Rot, de aanval op Frankrijk zelf. Hitler, zelf een veteraan van het slagveld van Vlaanderen in de Eerste Wereldoorlog, vreesde ook dat de polders daar door de modder ongeschikt waren voor de inzet van tanks. Niemand hield er serieus rekening mee dat meer dan een handjevol Britten zou kunnen ontsnappen. De voorstelling van zaken, die in de populaire literatuur wel gegeven wordt, dat het hier om een "onbegrijpelijke" beslissing zou gaan of een die zou getuigen van volslagen onbegrip voor moderne tactieken, wordt dus niet door de historische feiten ondersteund.
Omdat Hitlers beslissing achteraf zo'n verstrekkend gevolg bleek te hebben, zijn er later allerlei diepere motieven aan toegeschreven. Zo zou hij opzettelijk het Britse leger hebben willen sparen om het Britse volk goedgunstig te stemmen ten aanzien van een mogelijke vrede. Niets in de bronnen wijst hier echter op. De chef van de Duitse generale staf generaal Franz Halder beweerde na de oorlog dat Hitler het leger de overwinning niet gunde. Dat zou een juiste inschatting kunnen zijn van Hitlers gevoelens – later in de oorlog zou hij immers een ware haat ontwikkelen jegens het professionele deel van de hele Wehrmacht – maar ook hierbij zijn er geen bewijzen dat dit zijn oordeel in dit bijzondere geval beïnvloedde.
Overigens is het moeilijk te voorspellen of een Duitse aanval succes zou hebben gehad. Hoewel het na de oorlog de gewoonte is geworden een uiterst negatief beeld te schetsen van de gevechtswaarde van het Britse Expeditieleger, was het op dat moment in feite de best geoefende en toegeruste strijdmacht ter wereld: geheel gemotoriseerd en voor meer dan de helft bemand met beroepssoldaten. Het optimisme dat het Britse officierenkorps generaties lang gecultiveerd had, gecombineerd met het flegma van de lagere rangen, maakte de Britten, anders dan de Fransen, weinig gevoelig voor defaitisme of massale paniek.
Vanaf 25 mei bereikten steeds meer troepen de kust. De infanteriecomponent van Guderians korps was tijdens de doorbraak bij Sedan erg verzwakt: het mankeerde hem simpelweg aan gevechtstroepen om de Britten te blokkeren. In het oosten schermde het Belgische leger de Britten af en in het zuidoosten het Franse 1e Leger. Alleen daartussen had de British Expeditionary Force (BEF) een doorbraakpoging af te slaan, maar met enige moeite lukte dat.

## Operatie Dynamo

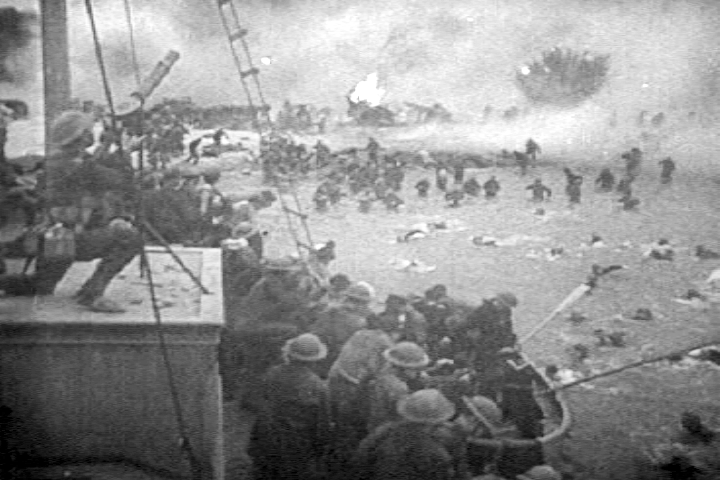
De Britten verlaten Duinkerke

Op 27 mei besloot Koning Leopold III zijn leger te laten capituleren. De toestand was toch uitzichtloos en de Belgische Koning was niet van plan verdere Belgische levens op te offeren ten bate van de bondgenoten, zeker niet als een snelle capitulatie een middel was om tot een betere politieke verstandhouding te komen met de Duitse overwinnaar. De capitulatie werd een dag uitgesteld (28 mei 1940), maar daarna moest de BEF ook zijn linkerflank verdedigen. Door het te verdedigen gebied in te perken, lukte dat vrij redelijk.
Het Franse 1e Leger, het sterkste van dat land, was ondertussen bijna ingesloten geraakt in Rijsel. Franse boeken doen het vaak voorkomen alsof de heroïsche zelfopoffering van dit leger de Britten gered heeft. In feite was het eind mei grotendeels veranderd in een ordeloze horde soldaten: de weerstand duurde vooral hierom zo lang omdat de Duitsers huiverig waren een zo grote concentratie troepen aan te vallen en de chaos aan Franse zijde te groot was voor zelfs een gecoördineerde overgave. Ondanks de uiteindelijke capitulatie op 31 mei trokken tienduizenden soldaten, vechtend of vluchtend, richting Duinkerke.
Op dat moment begon de evacuatie echter goed op gang te komen. De Britse Admiraliteit had effectieve maatregelen genomen om de manschappen te redden door Operatie Dynamo onder leiding van generaal Alexander. Alle oorlogs- en vrachtschepen en boten die konden varen – particuliere plezierjachten inbegrepen – werden gemobiliseerd om de manschappen vanuit de haven, vanaf de pieren en zelfs van het strand te evacueren. Dit gebeurde vanaf 26 mei, toen 1312 man ingescheept konden worden. De schepen bleven heen en weer varen, ondanks hevige bombardementen en een ruige zee, wat de schippers, vaak vrijwilligers, niet afschrikte. Overigens deed ook de Franse marine mee met tientallen oorlogsbodems, vrachtschepen en vissersboten. Zelfs een aantal Nederlandse en Belgische kotters was erbij betrokken.
De Britten improviseerden bij Duinkerke zelf een opvangstelling. Ze richtten een artilleriefront in om de aanval van de Duitsers af te slaan door een continuebarrage. Deze aanval kwam inderdaad: op de 26ste, toen de Duitsers in de gaten kregen wat er aan de hand was, mochten de Panzerdivisionen weer ten aanval trekken, alleen liepen ze nu op tegen een artilleriegordel, waar ze maar niet doorheen konden breken. Van de 26ste mei tot de vierde juni werden de aanvallen van de Duitsers afgeslagen. Dit leverde de Britten en Fransen genoeg tijd op om te evacueren. Toen de Duitsers eindelijk Duinkerke innamen, waren bijna het hele Britse Expeditieleger en vele Franse eenheden geëvacueerd. De Duitsers maakten wel de volledige uitrusting buit.
Op de 27e waren de 2e en 10e PD nog steeds niet klaar voor inzet. Guderian durfde de 1e PD niet alleen te laten aanvallen en beperkte zich ertoe wat druk uit te oefenen met een handjevol infanterie. De RAF poogde, met matig succes, de luchtbombardementen te voorkomen: zeven Franse schepen werden in de haven tot zinken gebracht. Het aantal verscheepten steeg tot 5952. Omdat de haven nu ten dele geblokkeerd was en te gevaarlijk was gebleken – stilliggende schepen waren een gemakkelijk doelwit voor duikbommenwerpers – werd besloten de manschappen met kleine bootjes over te varen naar de schepen die voor de rede zouden blijven cirkelen.
De 28e leverde deze methode onverwacht goed resultaat op: 18.527 man werden ingescheept en nog maar twee schepen tot zinken gebracht, hoewel de reddingsvloot steeds aangroeide, mede door een dertigtal Nederlandse vissersschepen. De 1e PD begon nu aan haar opmars.
Op de 29e begonnen ook de Fransen hun troepen met torpedobootjagers te evacueren. Ook de Kriegsmarine mengde zich nu in het gevecht. Opererend vanuit hun nieuwe basis in Hoek van Holland brachten Duitse torpedoboten die nacht drie Britse torpedobootjagers en een Franse kanonneerboot tot zinken. De Royal Navy besloot hierop een belangrijk deel van de vloot terug te trekken. In de middag vernietigden torpedoboten S23 en S26 de Franse torpedobootjager Siroco: 750 man verdronken. Desalniettemin steeg het aantal ingescheepten die dag tot 50.331. De 1e PD nam Gravelines in, maar in de middag besloot het Oberkommando des Heeres er zijn tanks niet meer aan te wagen: Guderians korps wordt helemaal teruggetrokken. Alleen de allerzwakste pantserdivisie, de 9e, die nog in Nederland heeft gevochten, moest met zeven infanteriedivisies het karwei afmaken.
De 30e steeg het aantal ingescheepten tot 53.227; de 31e mei tot 64.121. Op dat moment waren de Britten grotendeels teruggetrokken tot in het directe gebied rond de stad; de artillerieposities werden verlaten; het nog rijdend materieel, voor zover niet gebruikt om kunstmatige pieren te maken vanaf het strand, ten dele onklaar gemaakt. De laatste 4000 man meenden al dat ze zich zouden moeten opofferen voor een achterhoedegevecht, toen bleek dat de stad vol zat met Franse troepen. Ten dele waren dat eenheden die weggevlucht waren uit Rijsel, ten dele verzorgingstroepen en deserteursdie naar het westen gevlucht waren tot ze niet meer verder konden. Eind 30 mei waren nog maar zo'n 6000 Fransen in Engeland aangekomen. Eind mei vielen echter ook verschillende grote Franse eenheden, waaronder het 3e Legerkorps, in slagorde vanuit het zuidoosten terug op de stad, hun aftocht gedekt door een heldhaftig achterhoedegevecht van de 12e DIM onder generaal Janssen. Ze namen de Britse stellingen ten dele over.
Begrijpelijkerwijze weigerde de Franse marine deze troepen in de steek te laten; en er zat voor de Britten niets anders op de operatie maar voort te zetten, zij het met grote tegenzin. De torpedobootjagers Basilisk, Keith, Havant en Scotia werden op 1 juni tot zinken gebracht. Admiraal Ramsay besloot hierop alleen nog maar in de nacht zijn schepen in te zetten. Alle Britten werden echter geëvacueerd voor een totaal van 218.226 en ruim 55.000 Fransen, en de daarop volgende nacht en de nacht van de 2e op de 3e nog enkele tienduizenden.
Voor het eerst probeerden de Duitsers nu serieus de stad in te nemen, met het 18e Leger. Hun aanvallen op de 1e en 2e juni mislukten echter volkomen. Ook de 9e PD mocht geen tanks gebruiken. De infanterie van de tweederangsdivisies was uiterst afwachtend, wat begrijpelijk wordt als we weten dat de Fransen tientallen pantservoertuigen hadden opgesteld. Generaal Fedor von Bock vreesde al dat het hem helemaal niet zou lukken de stad in te nemen. Door de evacuaties verminderde het aantal Fransen echter gestaag. De munitie begon op te raken, terwijl de Duitsers juist zo veel mogelijk artillerie lieten aanrukken. Op de 3e juni doen de Duitsers dan een massale aanval op de stad die niet meer tegengehouden kon worden, ondanks het fanatiek verzet van sommige eenheden. Ze drongen de buitenwijken binnen. Dat deed de Luftwaffe echter besluiten de bombardementen te stoppen, wat de laatste inschepingen vergemakkelijkte. De zuivering van de stad ging erg langzaam en 30.000 Fransen ontsnapten alsnog via het strand voor een totaal van 123.095, de laatste elf in de avond op een grote waterfiets. Zo'n 40.000 man bleven achter, wrang genoeg degenen die het hardst voor de verdediging van de stad gevochten hebben. Toen Alexander en admiraal Abrial op de middag van 4 juni in een boot langs de stranden voeren, waren die leeg.
Rond Duinkerke werd een enorme hoeveelheid materieel achtergelaten; de Duitsers troffen 63.000 vrachtwagens aan, 20.000 motorfietsen, 475 pantservoertuigen en 2.400 stukken geschut. Van de 861 voor de evacuatie ingezette schepen en boten werden er 272 tot zinken gebracht, het merendeel kleine vaartuigen.

## Uitkomst

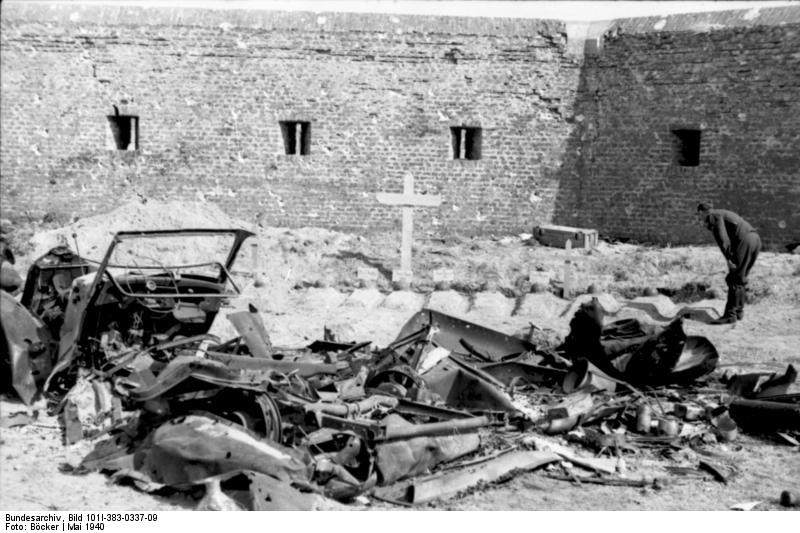
Vernielde en achtergelaten voertuigen te Calais

De uitkomst van de operatie was een morele opsteker voor de Britten, die zich nu konden gaan opmaken voor de Slag om Engeland. De geëvacueerde troepen zouden de kern gaan vormen van het nieuwe en veel grotere Britse leger, de opbouw die aanzienlijk vertraagd zou zijn zonder hun professionele kennis. De Franse troepen vertrokken onmiddellijk weer naar hun vaderland om de uitgedunde rangen te versterken. Er wordt meestal aangenomen dat als het Britse leger gevangengenomen zou zijn, het Verenigd Koninkrijk ingegaan was op Hitlers aanbod vrede te sluiten.
Hoewel dus de strategische effecten op de lange termijn bezien gunstig waren voor de geallieerden, maakte de evacuatie van het Britse leger de verdere verdediging van Frankrijk bij voorbaat kansloos. De omsingelde troepen omvatten zo'n vijftig divisies, vele daarvan elite-eenheden, nog redelijk voorzien van voorraden en uitgerust met talloze vrachtwagens en pantservoertuigen. Als de verschillende landen in plaats van hun eigenbelang te dienen samengewerkt hadden om Vlaanderen tot het eind toe zo hardnekkig mogelijk te verdedigen, zou dat de Duitsers voor grote moeilijkheden gesteld hebben. Er zou een klassieke Kesselschlacht gevolgd zijn, waarbij men een enorme concentratie van de beste Duitse eenheden had moeten inzetten om de vijand te vernietigen. De vertragingen veroorzaakt door het bijeenbrengen van die troepen, de verlengde strijdduur en vertraagde herbevoorrading zouden het offensief tegen Frankrijk uitgesteld hebben tot begin juli. De Duitse munitievoorraden waren kritiek laag en de artillerie had die niet meer kunnen aanvullen. Ook de verliezen aan tanks had men niet kunnen goedmaken want er was maar een kleine materieelvoorraad en de directe productie was ontoereikend. Terwijl het Duitse leger dus voor de duur van de campagne aan gevechtskracht zou hebben ingeboet, had de verdediging van Frankrijk door een maand extra voorbereidingstijd sterk aan kracht gewonnen. De Fransen hadden wel een grote materieelvoorraad aan tanks en artillerie, ruim voldoende munitie en waren hard bezig een half miljoen man meer onder de wapenen te roepen. Men zou dus een weliswaar kleine maar reële kans hebben gehad een patstelling te bereiken en Duitsland moest zo'n uitputtingsoorlog wel verliezen door gebrek aan grondstoffen en een lagere wapenproductie. Dit verklaart waarom de Duitsers niet eens zo ongelukkig waren met het gebeuren: ze waren volledig gericht op de strijd in Frankrijk en zagen liever dat het Britse leger vertrok dan dat het zich teweerstelde. De Duitsers ondernamen dan ook geen serieuze pogingen om een andere uitkomst te forceren.
Het Franse leger kwam al tijdens de oorlog tot de wrange conclusie dat de Britten met de evacuatie hun enige kans op redding door de neus hadden geboord. Het Vichy-regime gebruikte de vermeende Britse trouweloosheid als rechtvaardiging voor de capitulatie. Ook na de oorlog stonden vele Franse boeken over het onderwerp in het teken van verwijt jegens de bondgenoot. In Engeland echter probeerde men de evacuatie propagandistisch uit te buiten. Zo verwierf het een prominente plaats in de nationale geschiedenis als een heroïsche overwinning, in plaats van een smadelijke aftocht.

## Naslagwerken
- (en)  The Miracle of Dunkirk. Lord, Walter. New York: The Viking Press, 1982 / London: Allen Lane, 1983. ISBN 185326685-X.
- (en)  The Rise and Fall of the Third Reich: A History of Nazi Germany. Shirer, William L. New York: Simon & Schuster, 1959. ISBN 0-33070-001-4.
- (en)  RAF Top Gun: Teddy Donaldson CB, DSO, AFC and Bar, Battle of Britain Ace and World Air Speed Record Holder. Thomas, Nick. London: Pen and Sword, 2008. ISBN 1-84415-685-0.